# Demografía de Catar
Los habitantes de Catar descienden de los naturales de la península arábiga, muchos cataríes de un número de tribus migratorias que vinieron a Catar en el siglo XVIII al escapar de las condiciones ásperas de las áreas vecinas de Nejd y del al-Hasa-Hasa. Algunos descienden de las tribus de Omani. Catar tiene cerca de 0.5 millones de personas, la mayoría (cerca del 90%) viven en Doha, la capital. Los trabajadores extranjeros con estado temporal de residencia hacen crecer la población. La mayoría de ellos son asiáticos, egipcios, palestinos, jordanos, e iraníes del sur. Cerca de 5.000 ciudadanos de Estados Unidos residieron allí en fecha 2001. Por siglos, las fuentes principales de la abundancia eran la pesca, el cultivo de perlas y el comercio. Contemporáneamente, los cataríes poseyeron casi una mitad de la flota pesquera del golfo persa. Con la gran depresión (1929) el cultivo de perlas en Catar declinó drásticamente. Los habitantes de Catar son principalmente musulmanes sunníes. El Islam es la religión oficial, y la jurisprudencia islámica es la base del sistema legislativo de Catar. El árabe es la lengua oficial y el inglés es la lengua para los negocios. La educación es obligatoria y libre para todos los residentes de 6-16 años de edad. Catar tiene una cifra de alfabetización cada vez más alta.

## Población
1.400.000 habitantes (noviembre de 2010)

## Estructura de la edad

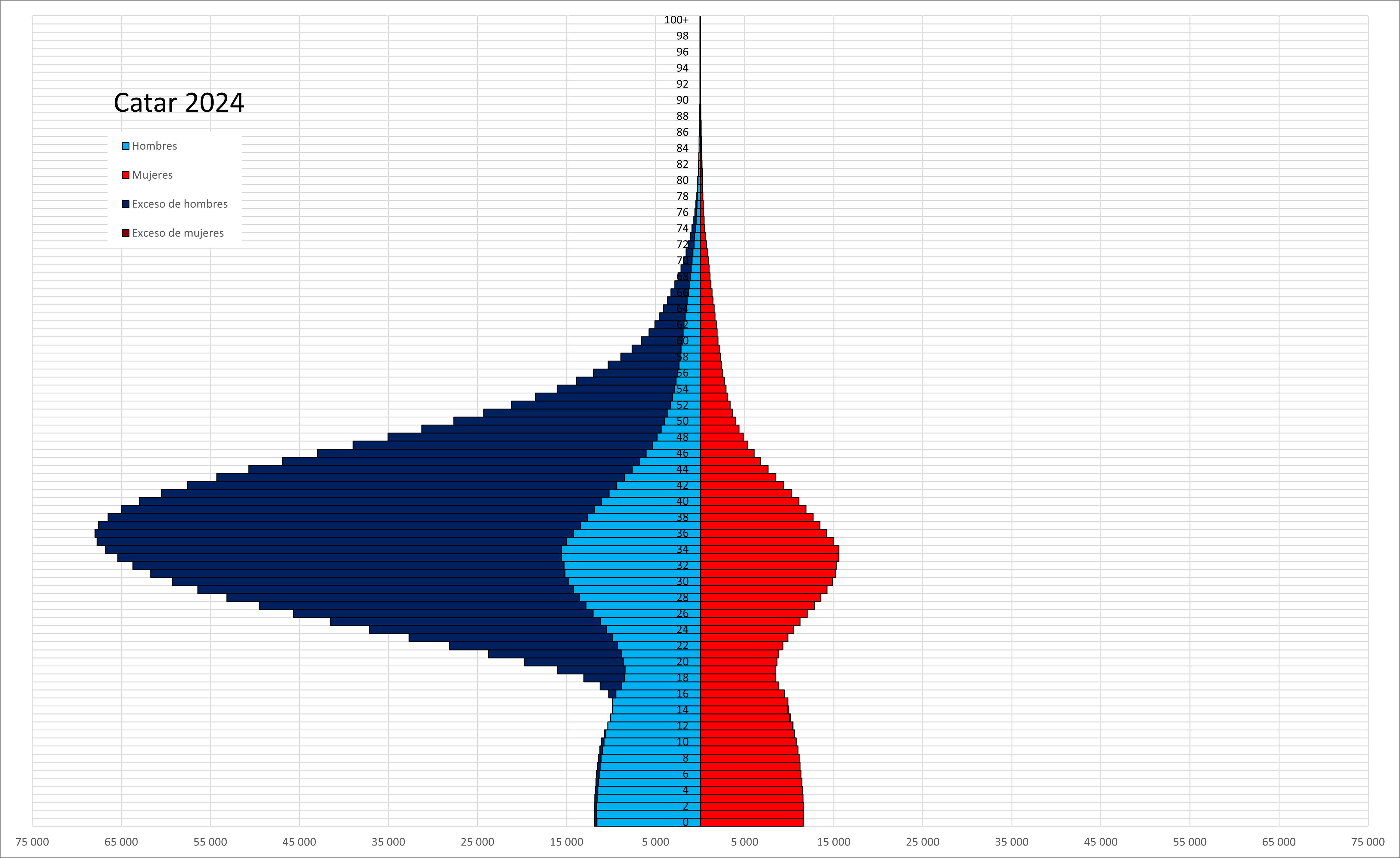
Pirámide poblacional de Catar en 2024.

- 0-14 años: 23.7% (hombres 104,453; mujeres 100,295)
- 15-64 años: 72.9% (hombres 427,118; mujeres 191,830)
- 65 años y más: 3.4% (hombres 21,599; mujeres 7,756) (2005 est.)

## Crecimiento anual de la población
2.83% (2005 est.)

## Tasa de natalidad
15.54 nacimientos/1,000 mujeres (2005 est.)

## Tasa de mortalidad
4.61 decesos/1,000 habitantes (2005 est.)

## Migración
15.54 personas/1,000 habitantes (2005 est.)

## Sexo por edad
- Al nacer: 1.05 hombre(s)/mujer
- Menos de 15 años: 1.04 hombre(s)/mujer
- 15-64 años: 2.28 hombre(s)/mujer
- 65 años y más: 2.78 hombre(s)/mujer
- Total población: 1.88 hombre(s)/mujer (2005 est.)

## Mortalidad infantil
6,8 muertes/1,000 nacidos vivos (2015)

## Esperanza de vida al nacer
- Total población: 73.67 años
- Hombres: 71.15 años
- Mujeres: 76.32 años (2005 est.)

## Fertilidad
2.87 nacimientos/mujer (2005 est.)

## Nacionalidad
- Sustantivo: catarí
- Gentilicio: catarí/es

## Grupos étnicos
Árabes 40%, Pakistaníes 18% indios 18%, Iraníes 10%, otros 14%

## Religión
Musulmana 95%, otros 5%

## Idiomas
Árabe: oficial, Inglés: usado comúnmente como segunda lengua

## Educación
- Definición: Más de 15 años sabe leer y escribir
- Total población: 82.5%
- Varones: 81.4%
- Mujeres: 89%

- Datos: Q2509477
- Multimedia: Demographics of Qatar / Q2509477